# 月升王国
《小學雞私奔記》（英語：Moonrise Kingdom）是一部2012年上映美国浪漫喜劇电影。由曾執導《了不起的狐狸爸爸》的美國籍導演魏斯·安德森執導，安德森与Roman Coppola共同编剧。布斯·韋利士、標·梅利主演。

## 剧情
1965年夏天，美國東岸新英格蘭的一個遠離陸地的小島上，兩名只有12歲的小孩，在童軍旅行中邂逅，擦出火花並墮入愛河，並且計劃著要一起私奔。而於此同時，一場史無前例的暴風雨即將來襲，整個小島更加天翻地覆。兩小無猜相約私奔，令到原本平靜的小島立即人仰馬翻，童軍隊長、老師班長、怪獸家長、警察社工，全員出動，誓要在風暴來臨前尋回一對怪雞小情人。

## 角色
| 演員          | 演員              | 角色       | 角色                    | 備註 |
| 中文名        | 英文名            | 角色中文名 | 角色英文名              | 備註 |
| ------------- | ----------------- | ---------- | ----------------------- | ---- |
|               | Jared Gilman      |            | Sam Shakusky            |      |
|               | Kara Hayward      |            | Suzy Bishop             |      |
| 蒂達·史雲頓   | Tilda Swinton     |            | Social Services         |      |
| 布斯·韋利士   | Bruce Willis      |            | Captain Sharp           |      |
| 愛德華·諾頓   | Edward Norton     |            | Scout Master Randy Ward |      |
| 標·梅利       | Bill Murray       |            | Walt Bishop             |      |
| 法蘭絲·麥杜雯 | Frances McDormand |            | Laura Bishop            |      |
| 積遜·舒華沙曼 | Jason Schwartzman |            | Cousin Ben              |      |
| 哈維·凱托     | Harvey Keitel     |            | Commander Pierce        |      |
| 卜·巴拉賓     | Bob Balaban       |            |                         | 旁述 |

## 制作
拍摄地为羅德島州，拍摄日期为2011年4月至6月29日。
此電影乃導演魏斯·安德森與演員標·梅利第六部合作電影，從1998年上映第二部魏斯·安德森作品《Rushmore》開始，二人合作從未間斷。

## 发行
2012年5月16日，本片作为第65届戛纳电影节的开幕片与主竞赛片全球首映，同一日在法国上映。美国于5月25日由焦点影业发行。

## 评价
26家媒体中仅一家出具低分，其他全部贡献出高分。根据83个评论，影片在烂番茄上也获得了95%新鲜度的高度认可。
“本片是安德森在《青春年少》、《特伦鲍姆一家》后最令人满意的作品，从某些方面来说，“月升”其实是对后两者的完美升华”，“影片信手拈来地融合了低俗闹剧、滑稽表演和刻板幽默的精髓，但正如安德森的一贯风格，在欢闹之下是一如既往地深沉和忧郁”，“安德森再次发挥了他独特的个人电影哲学，将整体一致性发挥到了人类所能拥有的极限。再配上出色的卡司阵容，人性与超现实主义的水乳交融令人叹服”，“魔幻的色调中氤氲着充满诗意地忧郁”。

### 香港
香港爽報的尋真給予3個讚(最高5個)，他說：「導演厲害之處，是他借兩名細路求愛的渴切，襯托成年人逃避感情及對生活的懊悔，嘲諷成人世界的荒謬。」
頭條日報的祈佳仕說：「《小學雞私奔記》是一部充斥各種荒謬感的電影。誇張的構想、意料之外的劇情推進、童話式的場景佈置、玩味十足的細節，都能輕易點中觀眾的笑穴。」
明報的石琪說給予3星(最高5星)，他說：「此片簡單而妙趣，小男少女都可愛，布魯斯韋利士、愛德華諾頓、法蘭絲麥杜曼、標梅利、窕達史溫頓等助陣合演懵懂成人也好玩好笑，成為兩小無猜的冷門佳品。」